# Креств'ю (Кентуккі)
Креств'ю (англ. Crestview) — місто (англ. city) в США, в окрузі Кемпбелл штату Кентуккі. Населення — 452 особи (2020).

## Географія
Креств'ю розташований за координатами 39°1′29″ пн. ш. 84°24′56″ зх. д. / 39.02472° пн. ш. 84.41556° зх. д. (39.024615, -84.415616).  За даними Бюро перепису населення США в 2010 році місто мало площу 0,41 км², уся площа — суходіл.

## Демографія
Згідно з переписом 2010 року, у місті мешкало 475 осіб у 162 домогосподарствах у складі 128 родин. Густота населення становила 1158 осіб/км².  Було 165 помешкань (402/км²).
Расовий склад населення:
| - 98,9 % — білих |

До двох чи більше рас належало 1,1 %. Частка іспаномовних становила 0,8 % від усіх жителів.
За віковим діапазоном населення розподілялося таким чином: 26,7 % — особи молодші 18 років, 61,9 % — особи у віці 18—64 років, 11,4 % — особи у віці 65 років та старші. Медіана віку мешканця становила 33,1 року. На 100 осіб жіночої статі у місті припадало 97,1 чоловіків;  на 100 жінок у віці від 18 років та старших — 92,3 чоловіків також старших 18 років.
Середній дохід на одне домашнє господарство  становив 69 715 доларів США (медіана — 53 977), а середній дохід на одну сім'ю — 80 725 доларів (медіана — 62 188). За межею бідності перебувало 4,8 % осіб, у тому числі 2,0 % дітей у віці до 18 років та 7,5 % осіб у віці 65 років та старших.
Цивільне працевлаштоване населення становило 218 осіб. Основні галузі зайнятості: освіта, охорона здоров'я та соціальна допомога — 34,9 %, науковці, спеціалісти, менеджери — 15,1 %, фінанси, страхування та нерухомість — 12,8 %.